# Transparenzpreis

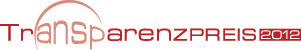
Logo 2012

Der Transparenzpreis ist eine Auszeichnung, die von PricewaterhouseCoopers (PwC) Deutschland seit 2005 an deutsche Spendenorganisationen vergeben wird, die ihre Spender über Ziele, Aktivitäten, ihre internen Strukturen und die Verwendung ihrer Mittel vorbildlich informieren. Der Preis wird öffentlich ausgeschrieben und ist mit 30.000 EUR dotiert. Basis für die Verleihung ist die Analyse der öffentlich zugänglichen Berichterstattung der teilnehmenden Organisationen. Die Informationen werden anhand eines Kriterienkataloges ausgewertet, den PwC gemeinsam mit der Georg-August-Universität Göttingen entwickelt hat. Mit dem Preis will PwC nach eigener Aussage zur "Verbesserung der Informationspolitik" von Non-Profit-Organisationen beitragen. Die ersten drei Plätze werden mit Preisen zwischen 5 und 15 Tausend Euro gewürdigt. Seit 2010 wird der Transparenzpreis im Zweijahresturnus verliehen.
Im Gegensatz zum Transparenzpreis stellt der Transparenz-Check keinen Wettbewerb und kein Audit, sondern einen Selbsttest für Organisationen dar. Dieser basiert auf einem Set von Fragen, deren Antworten wichtige Informationen für die Interessensgruppen der Organisationen darstellen. Der Transparenz-Check hilft in erster Linie kleineren gemeinnützigen Organisationen.
Der Transparenz-Check ist mehr als ein Selbsttest – der Fragenkatalog stellt zugleich die Gliederung für eine Berichterstattung dar. Durch die individuelle Beantwortung der Fragen entsteht die inhaltliche Rohfassung eines Berichtes. Damit erhalten Organisationen aller Größenordnungen konkrete Unterstützung im Hinblick auf die benötigten Informationen und einen Vorschlag, diese zu strukturieren. Der Transparenz-Check ist frei zugänglich und steht allen interessierten Organisationen zur kostenlosen und anonymen Selbsteinschätzung und Nutzung offen.

## Preisträger
Preisträger waren:
| Jahr | 1. Platz/Preis                 | 2. Platz/Preis                                                    | 3. Platz/Preis                           | 4. Platz                                    | Sonderpreis für kleinere Organisationen                      | Finalisten | Außer Konkurrenz                                    |
| ---- | ------------------------------ | ----------------------------------------------------------------- | ---------------------------------------- | ------------------------------------------- | ------------------------------------------------------------ | --- | --------------------------------------------------- |
| 2005 | Ärzte ohne Grenzen             | Deutsche Welthungerhilfe                                          | Bischöfliche Aktion ADVENIAT             | World Vision Deutschland                    |                                                              | Deutsche Lepra- und Tuberkulosehilfe Kindernothilfe Renovabis terre des hommes Deutschland                                                                                                |                                                     |
| 2006 | Ärzte ohne Grenzen             | Deutsche Welthungerhilfe                                          | Kindernothilfe                           | Deutscher Caritasverband                    |                                                              | Brot für die Welt / Diakonie Katastrophenhilfe CARE International Deutschland Christoffel-Blindenmission UNO-Flüchtlingshilfe Plan International Deutschland terre des hommes Deutschland |                                                     |
| 2007 | Kindernothilfe                 | Ärzte ohne Grenzen                                                | CARE International Deutschland           | Deutsche Welthungerhilfe                    | Andheri-Hilfe Bonn                                           | Brot für die Welt Deutsche Kinderkrebsstiftung Deutscher Caritasverband Diakonie Katastrophenhilfe Plan International Deutschland Renovabis                                               |                                                     |
| 2008 | CARE Deutschland-Luxemburg     | Ärzte ohne Grenzen                                                | Deutsche Welthungerhilfe                 | World Vision Deutschland                    | Deutsche Multiple Sklerose Gesellschaft Landesverband Hessen | Brot für die Welt UNICEF Deutschland Diakonie Katastrophenhilfe Plan International Deutschland Renovabis                                                                                  | Kindernothilfe                                      |
| 2009 | Deutsche Welthungerhilfe       | World Vision Deutschland                                          | Brot für die Welt, Menschen für Menschen | Stiftung Deutsche Schlaganfall Hilfe        | Hoffnungszeichen / Sign of Hope                              | Ärzte ohne Grenzen Christoffel-Blindenmission UNICEF Deutschland Plan International Deutschland Renovabis                                                                                 | Kindernothilfe CARE Deutschland-Luxemburg           |
| 2010 | UNICEF Deutschland             | Stiftung Deutsche Schlaganfall-Hilfe und World Vision Deutschland | Plan International Deutschland           | aufgrund zwei zweiter Preise nicht vergeben | Hoffnungszeichen / Sign of Hope und Andheri-Hilfe Bonn       | Ärzte ohne Grenzen Brot für die Welt Diakonie Katastrophenhilfe Kindernothilfe Renovabis Menschen für Menschen                                                                            | CARE Deutschland-Luxemburg Deutsche Welthungerhilfe |
| 2012 | Plan International Deutschland | CARE Deutschland-Luxemburg und UNICEF Deutschland                 | Bischöfliches Hilfswerk Misereor         | aufgrund zwei zweiter Preise nicht vergeben | Children for a better World                                  | Ärzte ohne Grenzen Kindernothilfe World Vision Deutschland |                                                     |